# Yochanan Afek
Yochanan Afek (Tel Aviv, 16 aprile 1952) è uno scacchista e compositore di scacchi israeliano.
Noto soprattutto come compositore di studi, è anche Maestro Internazionale nel gioco a tavolino, Maestro Internazionale della composizione, Arbitro internazionale e Giudice internazionale della composizione. Ha composto anche diversi problemi.
Nel 1999 si è trasferito da Tel Aviv a Parigi e dopo poco tempo ad Amsterdam, dove vive tuttora. Recentemente ha sostituito John Roycroft come presidente della commissione per gli studi della World Federation for Chess Composition (WFCC).
È collaboratore di diverse riviste di scacchi, tra cui l'olandese New in Chess e l'inglese The Problemist.
Nel 2002 ha vinto (fuori concorso) il campionato di scacchi di Parigi.
Il suo Elo FIDE a gennaio 2014 è di 2386 punti.

## Due studi di esempio
|   | a | b | c | d | e | f | g | h |   |
| 8 | d8 torre del nero · g8 alfiere del nero · h8 re del bianco · b7 torre del nero · d7 pedone del bianco · f7 pedone del bianco · g7 pedone del nero · d6 pedone del bianco · e6 pedone del bianco · g6 re del nero · b5 pedone del nero · g5 pedone del nero · g4 pedone del bianco · c3 alfiere del nero · h3 pedone del nero · h2 pedone del bianco | d8 torre del nero · g8 alfiere del nero · h8 re del bianco · b7 torre del nero · d7 pedone del bianco · f7 pedone del bianco · g7 pedone del nero · d6 pedone del bianco · e6 pedone del bianco · g6 re del nero · b5 pedone del nero · g5 pedone del nero · g4 pedone del bianco · c3 alfiere del nero · h3 pedone del nero · h2 pedone del bianco | d8 torre del nero · g8 alfiere del nero · h8 re del bianco · b7 torre del nero · d7 pedone del bianco · f7 pedone del bianco · g7 pedone del nero · d6 pedone del bianco · e6 pedone del bianco · g6 re del nero · b5 pedone del nero · g5 pedone del nero · g4 pedone del bianco · c3 alfiere del nero · h3 pedone del nero · h2 pedone del bianco | d8 torre del nero · g8 alfiere del nero · h8 re del bianco · b7 torre del nero · d7 pedone del bianco · f7 pedone del bianco · g7 pedone del nero · d6 pedone del bianco · e6 pedone del bianco · g6 re del nero · b5 pedone del nero · g5 pedone del nero · g4 pedone del bianco · c3 alfiere del nero · h3 pedone del nero · h2 pedone del bianco | d8 torre del nero · g8 alfiere del nero · h8 re del bianco · b7 torre del nero · d7 pedone del bianco · f7 pedone del bianco · g7 pedone del nero · d6 pedone del bianco · e6 pedone del bianco · g6 re del nero · b5 pedone del nero · g5 pedone del nero · g4 pedone del bianco · c3 alfiere del nero · h3 pedone del nero · h2 pedone del bianco | d8 torre del nero · g8 alfiere del nero · h8 re del bianco · b7 torre del nero · d7 pedone del bianco · f7 pedone del bianco · g7 pedone del nero · d6 pedone del bianco · e6 pedone del bianco · g6 re del nero · b5 pedone del nero · g5 pedone del nero · g4 pedone del bianco · c3 alfiere del nero · h3 pedone del nero · h2 pedone del bianco | d8 torre del nero · g8 alfiere del nero · h8 re del bianco · b7 torre del nero · d7 pedone del bianco · f7 pedone del bianco · g7 pedone del nero · d6 pedone del bianco · e6 pedone del bianco · g6 re del nero · b5 pedone del nero · g5 pedone del nero · g4 pedone del bianco · c3 alfiere del nero · h3 pedone del nero · h2 pedone del bianco | d8 torre del nero · g8 alfiere del nero · h8 re del bianco · b7 torre del nero · d7 pedone del bianco · f7 pedone del bianco · g7 pedone del nero · d6 pedone del bianco · e6 pedone del bianco · g6 re del nero · b5 pedone del nero · g5 pedone del nero · g4 pedone del bianco · c3 alfiere del nero · h3 pedone del nero · h2 pedone del bianco | 8 |
| 7 | d8 torre del nero · g8 alfiere del nero · h8 re del bianco · b7 torre del nero · d7 pedone del bianco · f7 pedone del bianco · g7 pedone del nero · d6 pedone del bianco · e6 pedone del bianco · g6 re del nero · b5 pedone del nero · g5 pedone del nero · g4 pedone del bianco · c3 alfiere del nero · h3 pedone del nero · h2 pedone del bianco | d8 torre del nero · g8 alfiere del nero · h8 re del bianco · b7 torre del nero · d7 pedone del bianco · f7 pedone del bianco · g7 pedone del nero · d6 pedone del bianco · e6 pedone del bianco · g6 re del nero · b5 pedone del nero · g5 pedone del nero · g4 pedone del bianco · c3 alfiere del nero · h3 pedone del nero · h2 pedone del bianco | d8 torre del nero · g8 alfiere del nero · h8 re del bianco · b7 torre del nero · d7 pedone del bianco · f7 pedone del bianco · g7 pedone del nero · d6 pedone del bianco · e6 pedone del bianco · g6 re del nero · b5 pedone del nero · g5 pedone del nero · g4 pedone del bianco · c3 alfiere del nero · h3 pedone del nero · h2 pedone del bianco | d8 torre del nero · g8 alfiere del nero · h8 re del bianco · b7 torre del nero · d7 pedone del bianco · f7 pedone del bianco · g7 pedone del nero · d6 pedone del bianco · e6 pedone del bianco · g6 re del nero · b5 pedone del nero · g5 pedone del nero · g4 pedone del bianco · c3 alfiere del nero · h3 pedone del nero · h2 pedone del bianco | d8 torre del nero · g8 alfiere del nero · h8 re del bianco · b7 torre del nero · d7 pedone del bianco · f7 pedone del bianco · g7 pedone del nero · d6 pedone del bianco · e6 pedone del bianco · g6 re del nero · b5 pedone del nero · g5 pedone del nero · g4 pedone del bianco · c3 alfiere del nero · h3 pedone del nero · h2 pedone del bianco | d8 torre del nero · g8 alfiere del nero · h8 re del bianco · b7 torre del nero · d7 pedone del bianco · f7 pedone del bianco · g7 pedone del nero · d6 pedone del bianco · e6 pedone del bianco · g6 re del nero · b5 pedone del nero · g5 pedone del nero · g4 pedone del bianco · c3 alfiere del nero · h3 pedone del nero · h2 pedone del bianco | d8 torre del nero · g8 alfiere del nero · h8 re del bianco · b7 torre del nero · d7 pedone del bianco · f7 pedone del bianco · g7 pedone del nero · d6 pedone del bianco · e6 pedone del bianco · g6 re del nero · b5 pedone del nero · g5 pedone del nero · g4 pedone del bianco · c3 alfiere del nero · h3 pedone del nero · h2 pedone del bianco | d8 torre del nero · g8 alfiere del nero · h8 re del bianco · b7 torre del nero · d7 pedone del bianco · f7 pedone del bianco · g7 pedone del nero · d6 pedone del bianco · e6 pedone del bianco · g6 re del nero · b5 pedone del nero · g5 pedone del nero · g4 pedone del bianco · c3 alfiere del nero · h3 pedone del nero · h2 pedone del bianco | 7 |
| 6 | d8 torre del nero · g8 alfiere del nero · h8 re del bianco · b7 torre del nero · d7 pedone del bianco · f7 pedone del bianco · g7 pedone del nero · d6 pedone del bianco · e6 pedone del bianco · g6 re del nero · b5 pedone del nero · g5 pedone del nero · g4 pedone del bianco · c3 alfiere del nero · h3 pedone del nero · h2 pedone del bianco | d8 torre del nero · g8 alfiere del nero · h8 re del bianco · b7 torre del nero · d7 pedone del bianco · f7 pedone del bianco · g7 pedone del nero · d6 pedone del bianco · e6 pedone del bianco · g6 re del nero · b5 pedone del nero · g5 pedone del nero · g4 pedone del bianco · c3 alfiere del nero · h3 pedone del nero · h2 pedone del bianco | d8 torre del nero · g8 alfiere del nero · h8 re del bianco · b7 torre del nero · d7 pedone del bianco · f7 pedone del bianco · g7 pedone del nero · d6 pedone del bianco · e6 pedone del bianco · g6 re del nero · b5 pedone del nero · g5 pedone del nero · g4 pedone del bianco · c3 alfiere del nero · h3 pedone del nero · h2 pedone del bianco | d8 torre del nero · g8 alfiere del nero · h8 re del bianco · b7 torre del nero · d7 pedone del bianco · f7 pedone del bianco · g7 pedone del nero · d6 pedone del bianco · e6 pedone del bianco · g6 re del nero · b5 pedone del nero · g5 pedone del nero · g4 pedone del bianco · c3 alfiere del nero · h3 pedone del nero · h2 pedone del bianco | d8 torre del nero · g8 alfiere del nero · h8 re del bianco · b7 torre del nero · d7 pedone del bianco · f7 pedone del bianco · g7 pedone del nero · d6 pedone del bianco · e6 pedone del bianco · g6 re del nero · b5 pedone del nero · g5 pedone del nero · g4 pedone del bianco · c3 alfiere del nero · h3 pedone del nero · h2 pedone del bianco | d8 torre del nero · g8 alfiere del nero · h8 re del bianco · b7 torre del nero · d7 pedone del bianco · f7 pedone del bianco · g7 pedone del nero · d6 pedone del bianco · e6 pedone del bianco · g6 re del nero · b5 pedone del nero · g5 pedone del nero · g4 pedone del bianco · c3 alfiere del nero · h3 pedone del nero · h2 pedone del bianco | d8 torre del nero · g8 alfiere del nero · h8 re del bianco · b7 torre del nero · d7 pedone del bianco · f7 pedone del bianco · g7 pedone del nero · d6 pedone del bianco · e6 pedone del bianco · g6 re del nero · b5 pedone del nero · g5 pedone del nero · g4 pedone del bianco · c3 alfiere del nero · h3 pedone del nero · h2 pedone del bianco | d8 torre del nero · g8 alfiere del nero · h8 re del bianco · b7 torre del nero · d7 pedone del bianco · f7 pedone del bianco · g7 pedone del nero · d6 pedone del bianco · e6 pedone del bianco · g6 re del nero · b5 pedone del nero · g5 pedone del nero · g4 pedone del bianco · c3 alfiere del nero · h3 pedone del nero · h2 pedone del bianco | 6 |
| 5 | d8 torre del nero · g8 alfiere del nero · h8 re del bianco · b7 torre del nero · d7 pedone del bianco · f7 pedone del bianco · g7 pedone del nero · d6 pedone del bianco · e6 pedone del bianco · g6 re del nero · b5 pedone del nero · g5 pedone del nero · g4 pedone del bianco · c3 alfiere del nero · h3 pedone del nero · h2 pedone del bianco | d8 torre del nero · g8 alfiere del nero · h8 re del bianco · b7 torre del nero · d7 pedone del bianco · f7 pedone del bianco · g7 pedone del nero · d6 pedone del bianco · e6 pedone del bianco · g6 re del nero · b5 pedone del nero · g5 pedone del nero · g4 pedone del bianco · c3 alfiere del nero · h3 pedone del nero · h2 pedone del bianco | d8 torre del nero · g8 alfiere del nero · h8 re del bianco · b7 torre del nero · d7 pedone del bianco · f7 pedone del bianco · g7 pedone del nero · d6 pedone del bianco · e6 pedone del bianco · g6 re del nero · b5 pedone del nero · g5 pedone del nero · g4 pedone del bianco · c3 alfiere del nero · h3 pedone del nero · h2 pedone del bianco | d8 torre del nero · g8 alfiere del nero · h8 re del bianco · b7 torre del nero · d7 pedone del bianco · f7 pedone del bianco · g7 pedone del nero · d6 pedone del bianco · e6 pedone del bianco · g6 re del nero · b5 pedone del nero · g5 pedone del nero · g4 pedone del bianco · c3 alfiere del nero · h3 pedone del nero · h2 pedone del bianco | d8 torre del nero · g8 alfiere del nero · h8 re del bianco · b7 torre del nero · d7 pedone del bianco · f7 pedone del bianco · g7 pedone del nero · d6 pedone del bianco · e6 pedone del bianco · g6 re del nero · b5 pedone del nero · g5 pedone del nero · g4 pedone del bianco · c3 alfiere del nero · h3 pedone del nero · h2 pedone del bianco | d8 torre del nero · g8 alfiere del nero · h8 re del bianco · b7 torre del nero · d7 pedone del bianco · f7 pedone del bianco · g7 pedone del nero · d6 pedone del bianco · e6 pedone del bianco · g6 re del nero · b5 pedone del nero · g5 pedone del nero · g4 pedone del bianco · c3 alfiere del nero · h3 pedone del nero · h2 pedone del bianco | d8 torre del nero · g8 alfiere del nero · h8 re del bianco · b7 torre del nero · d7 pedone del bianco · f7 pedone del bianco · g7 pedone del nero · d6 pedone del bianco · e6 pedone del bianco · g6 re del nero · b5 pedone del nero · g5 pedone del nero · g4 pedone del bianco · c3 alfiere del nero · h3 pedone del nero · h2 pedone del bianco | d8 torre del nero · g8 alfiere del nero · h8 re del bianco · b7 torre del nero · d7 pedone del bianco · f7 pedone del bianco · g7 pedone del nero · d6 pedone del bianco · e6 pedone del bianco · g6 re del nero · b5 pedone del nero · g5 pedone del nero · g4 pedone del bianco · c3 alfiere del nero · h3 pedone del nero · h2 pedone del bianco | 5 |
| 4 | d8 torre del nero · g8 alfiere del nero · h8 re del bianco · b7 torre del nero · d7 pedone del bianco · f7 pedone del bianco · g7 pedone del nero · d6 pedone del bianco · e6 pedone del bianco · g6 re del nero · b5 pedone del nero · g5 pedone del nero · g4 pedone del bianco · c3 alfiere del nero · h3 pedone del nero · h2 pedone del bianco | d8 torre del nero · g8 alfiere del nero · h8 re del bianco · b7 torre del nero · d7 pedone del bianco · f7 pedone del bianco · g7 pedone del nero · d6 pedone del bianco · e6 pedone del bianco · g6 re del nero · b5 pedone del nero · g5 pedone del nero · g4 pedone del bianco · c3 alfiere del nero · h3 pedone del nero · h2 pedone del bianco | d8 torre del nero · g8 alfiere del nero · h8 re del bianco · b7 torre del nero · d7 pedone del bianco · f7 pedone del bianco · g7 pedone del nero · d6 pedone del bianco · e6 pedone del bianco · g6 re del nero · b5 pedone del nero · g5 pedone del nero · g4 pedone del bianco · c3 alfiere del nero · h3 pedone del nero · h2 pedone del bianco | d8 torre del nero · g8 alfiere del nero · h8 re del bianco · b7 torre del nero · d7 pedone del bianco · f7 pedone del bianco · g7 pedone del nero · d6 pedone del bianco · e6 pedone del bianco · g6 re del nero · b5 pedone del nero · g5 pedone del nero · g4 pedone del bianco · c3 alfiere del nero · h3 pedone del nero · h2 pedone del bianco | d8 torre del nero · g8 alfiere del nero · h8 re del bianco · b7 torre del nero · d7 pedone del bianco · f7 pedone del bianco · g7 pedone del nero · d6 pedone del bianco · e6 pedone del bianco · g6 re del nero · b5 pedone del nero · g5 pedone del nero · g4 pedone del bianco · c3 alfiere del nero · h3 pedone del nero · h2 pedone del bianco | d8 torre del nero · g8 alfiere del nero · h8 re del bianco · b7 torre del nero · d7 pedone del bianco · f7 pedone del bianco · g7 pedone del nero · d6 pedone del bianco · e6 pedone del bianco · g6 re del nero · b5 pedone del nero · g5 pedone del nero · g4 pedone del bianco · c3 alfiere del nero · h3 pedone del nero · h2 pedone del bianco | d8 torre del nero · g8 alfiere del nero · h8 re del bianco · b7 torre del nero · d7 pedone del bianco · f7 pedone del bianco · g7 pedone del nero · d6 pedone del bianco · e6 pedone del bianco · g6 re del nero · b5 pedone del nero · g5 pedone del nero · g4 pedone del bianco · c3 alfiere del nero · h3 pedone del nero · h2 pedone del bianco | d8 torre del nero · g8 alfiere del nero · h8 re del bianco · b7 torre del nero · d7 pedone del bianco · f7 pedone del bianco · g7 pedone del nero · d6 pedone del bianco · e6 pedone del bianco · g6 re del nero · b5 pedone del nero · g5 pedone del nero · g4 pedone del bianco · c3 alfiere del nero · h3 pedone del nero · h2 pedone del bianco | 4 |
| 3 | d8 torre del nero · g8 alfiere del nero · h8 re del bianco · b7 torre del nero · d7 pedone del bianco · f7 pedone del bianco · g7 pedone del nero · d6 pedone del bianco · e6 pedone del bianco · g6 re del nero · b5 pedone del nero · g5 pedone del nero · g4 pedone del bianco · c3 alfiere del nero · h3 pedone del nero · h2 pedone del bianco | d8 torre del nero · g8 alfiere del nero · h8 re del bianco · b7 torre del nero · d7 pedone del bianco · f7 pedone del bianco · g7 pedone del nero · d6 pedone del bianco · e6 pedone del bianco · g6 re del nero · b5 pedone del nero · g5 pedone del nero · g4 pedone del bianco · c3 alfiere del nero · h3 pedone del nero · h2 pedone del bianco | d8 torre del nero · g8 alfiere del nero · h8 re del bianco · b7 torre del nero · d7 pedone del bianco · f7 pedone del bianco · g7 pedone del nero · d6 pedone del bianco · e6 pedone del bianco · g6 re del nero · b5 pedone del nero · g5 pedone del nero · g4 pedone del bianco · c3 alfiere del nero · h3 pedone del nero · h2 pedone del bianco | d8 torre del nero · g8 alfiere del nero · h8 re del bianco · b7 torre del nero · d7 pedone del bianco · f7 pedone del bianco · g7 pedone del nero · d6 pedone del bianco · e6 pedone del bianco · g6 re del nero · b5 pedone del nero · g5 pedone del nero · g4 pedone del bianco · c3 alfiere del nero · h3 pedone del nero · h2 pedone del bianco | d8 torre del nero · g8 alfiere del nero · h8 re del bianco · b7 torre del nero · d7 pedone del bianco · f7 pedone del bianco · g7 pedone del nero · d6 pedone del bianco · e6 pedone del bianco · g6 re del nero · b5 pedone del nero · g5 pedone del nero · g4 pedone del bianco · c3 alfiere del nero · h3 pedone del nero · h2 pedone del bianco | d8 torre del nero · g8 alfiere del nero · h8 re del bianco · b7 torre del nero · d7 pedone del bianco · f7 pedone del bianco · g7 pedone del nero · d6 pedone del bianco · e6 pedone del bianco · g6 re del nero · b5 pedone del nero · g5 pedone del nero · g4 pedone del bianco · c3 alfiere del nero · h3 pedone del nero · h2 pedone del bianco | d8 torre del nero · g8 alfiere del nero · h8 re del bianco · b7 torre del nero · d7 pedone del bianco · f7 pedone del bianco · g7 pedone del nero · d6 pedone del bianco · e6 pedone del bianco · g6 re del nero · b5 pedone del nero · g5 pedone del nero · g4 pedone del bianco · c3 alfiere del nero · h3 pedone del nero · h2 pedone del bianco | d8 torre del nero · g8 alfiere del nero · h8 re del bianco · b7 torre del nero · d7 pedone del bianco · f7 pedone del bianco · g7 pedone del nero · d6 pedone del bianco · e6 pedone del bianco · g6 re del nero · b5 pedone del nero · g5 pedone del nero · g4 pedone del bianco · c3 alfiere del nero · h3 pedone del nero · h2 pedone del bianco | 3 |
| 2 | d8 torre del nero · g8 alfiere del nero · h8 re del bianco · b7 torre del nero · d7 pedone del bianco · f7 pedone del bianco · g7 pedone del nero · d6 pedone del bianco · e6 pedone del bianco · g6 re del nero · b5 pedone del nero · g5 pedone del nero · g4 pedone del bianco · c3 alfiere del nero · h3 pedone del nero · h2 pedone del bianco | d8 torre del nero · g8 alfiere del nero · h8 re del bianco · b7 torre del nero · d7 pedone del bianco · f7 pedone del bianco · g7 pedone del nero · d6 pedone del bianco · e6 pedone del bianco · g6 re del nero · b5 pedone del nero · g5 pedone del nero · g4 pedone del bianco · c3 alfiere del nero · h3 pedone del nero · h2 pedone del bianco | d8 torre del nero · g8 alfiere del nero · h8 re del bianco · b7 torre del nero · d7 pedone del bianco · f7 pedone del bianco · g7 pedone del nero · d6 pedone del bianco · e6 pedone del bianco · g6 re del nero · b5 pedone del nero · g5 pedone del nero · g4 pedone del bianco · c3 alfiere del nero · h3 pedone del nero · h2 pedone del bianco | d8 torre del nero · g8 alfiere del nero · h8 re del bianco · b7 torre del nero · d7 pedone del bianco · f7 pedone del bianco · g7 pedone del nero · d6 pedone del bianco · e6 pedone del bianco · g6 re del nero · b5 pedone del nero · g5 pedone del nero · g4 pedone del bianco · c3 alfiere del nero · h3 pedone del nero · h2 pedone del bianco | d8 torre del nero · g8 alfiere del nero · h8 re del bianco · b7 torre del nero · d7 pedone del bianco · f7 pedone del bianco · g7 pedone del nero · d6 pedone del bianco · e6 pedone del bianco · g6 re del nero · b5 pedone del nero · g5 pedone del nero · g4 pedone del bianco · c3 alfiere del nero · h3 pedone del nero · h2 pedone del bianco | d8 torre del nero · g8 alfiere del nero · h8 re del bianco · b7 torre del nero · d7 pedone del bianco · f7 pedone del bianco · g7 pedone del nero · d6 pedone del bianco · e6 pedone del bianco · g6 re del nero · b5 pedone del nero · g5 pedone del nero · g4 pedone del bianco · c3 alfiere del nero · h3 pedone del nero · h2 pedone del bianco | d8 torre del nero · g8 alfiere del nero · h8 re del bianco · b7 torre del nero · d7 pedone del bianco · f7 pedone del bianco · g7 pedone del nero · d6 pedone del bianco · e6 pedone del bianco · g6 re del nero · b5 pedone del nero · g5 pedone del nero · g4 pedone del bianco · c3 alfiere del nero · h3 pedone del nero · h2 pedone del bianco | d8 torre del nero · g8 alfiere del nero · h8 re del bianco · b7 torre del nero · d7 pedone del bianco · f7 pedone del bianco · g7 pedone del nero · d6 pedone del bianco · e6 pedone del bianco · g6 re del nero · b5 pedone del nero · g5 pedone del nero · g4 pedone del bianco · c3 alfiere del nero · h3 pedone del nero · h2 pedone del bianco | 2 |
| 1 | d8 torre del nero · g8 alfiere del nero · h8 re del bianco · b7 torre del nero · d7 pedone del bianco · f7 pedone del bianco · g7 pedone del nero · d6 pedone del bianco · e6 pedone del bianco · g6 re del nero · b5 pedone del nero · g5 pedone del nero · g4 pedone del bianco · c3 alfiere del nero · h3 pedone del nero · h2 pedone del bianco | d8 torre del nero · g8 alfiere del nero · h8 re del bianco · b7 torre del nero · d7 pedone del bianco · f7 pedone del bianco · g7 pedone del nero · d6 pedone del bianco · e6 pedone del bianco · g6 re del nero · b5 pedone del nero · g5 pedone del nero · g4 pedone del bianco · c3 alfiere del nero · h3 pedone del nero · h2 pedone del bianco | d8 torre del nero · g8 alfiere del nero · h8 re del bianco · b7 torre del nero · d7 pedone del bianco · f7 pedone del bianco · g7 pedone del nero · d6 pedone del bianco · e6 pedone del bianco · g6 re del nero · b5 pedone del nero · g5 pedone del nero · g4 pedone del bianco · c3 alfiere del nero · h3 pedone del nero · h2 pedone del bianco | d8 torre del nero · g8 alfiere del nero · h8 re del bianco · b7 torre del nero · d7 pedone del bianco · f7 pedone del bianco · g7 pedone del nero · d6 pedone del bianco · e6 pedone del bianco · g6 re del nero · b5 pedone del nero · g5 pedone del nero · g4 pedone del bianco · c3 alfiere del nero · h3 pedone del nero · h2 pedone del bianco | d8 torre del nero · g8 alfiere del nero · h8 re del bianco · b7 torre del nero · d7 pedone del bianco · f7 pedone del bianco · g7 pedone del nero · d6 pedone del bianco · e6 pedone del bianco · g6 re del nero · b5 pedone del nero · g5 pedone del nero · g4 pedone del bianco · c3 alfiere del nero · h3 pedone del nero · h2 pedone del bianco | d8 torre del nero · g8 alfiere del nero · h8 re del bianco · b7 torre del nero · d7 pedone del bianco · f7 pedone del bianco · g7 pedone del nero · d6 pedone del bianco · e6 pedone del bianco · g6 re del nero · b5 pedone del nero · g5 pedone del nero · g4 pedone del bianco · c3 alfiere del nero · h3 pedone del nero · h2 pedone del bianco | d8 torre del nero · g8 alfiere del nero · h8 re del bianco · b7 torre del nero · d7 pedone del bianco · f7 pedone del bianco · g7 pedone del nero · d6 pedone del bianco · e6 pedone del bianco · g6 re del nero · b5 pedone del nero · g5 pedone del nero · g4 pedone del bianco · c3 alfiere del nero · h3 pedone del nero · h2 pedone del bianco | d8 torre del nero · g8 alfiere del nero · h8 re del bianco · b7 torre del nero · d7 pedone del bianco · f7 pedone del bianco · g7 pedone del nero · d6 pedone del bianco · e6 pedone del bianco · g6 re del nero · b5 pedone del nero · g5 pedone del nero · g4 pedone del bianco · c3 alfiere del nero · h3 pedone del nero · h2 pedone del bianco | 1 |
|   | a | b | c | d | e | f | g | h |   |

Soluzione:
1. e7 !

- 1... Tb-b8 2. e8=A! Ah7 3. f8=T+! Rh6 4. Tf6+ g6  patta
- 1... Rxf7 2. exd8=C+ Rf8 3. Ce6+ Axe6 4. d8=D+ Rf7 5. Dg8+ Rf6 6. Dxg7+ Txg7  patta

|   | a | b | c | d | e | f | g | h |   |
| 8 | c5 pedone del nero · e5 re del bianco · b4 cavallo del bianco · c4 pedone del bianco · d2 re del nero · a1 cavallo del nero · d1 alfiere del bianco | c5 pedone del nero · e5 re del bianco · b4 cavallo del bianco · c4 pedone del bianco · d2 re del nero · a1 cavallo del nero · d1 alfiere del bianco | c5 pedone del nero · e5 re del bianco · b4 cavallo del bianco · c4 pedone del bianco · d2 re del nero · a1 cavallo del nero · d1 alfiere del bianco | c5 pedone del nero · e5 re del bianco · b4 cavallo del bianco · c4 pedone del bianco · d2 re del nero · a1 cavallo del nero · d1 alfiere del bianco | c5 pedone del nero · e5 re del bianco · b4 cavallo del bianco · c4 pedone del bianco · d2 re del nero · a1 cavallo del nero · d1 alfiere del bianco | c5 pedone del nero · e5 re del bianco · b4 cavallo del bianco · c4 pedone del bianco · d2 re del nero · a1 cavallo del nero · d1 alfiere del bianco | c5 pedone del nero · e5 re del bianco · b4 cavallo del bianco · c4 pedone del bianco · d2 re del nero · a1 cavallo del nero · d1 alfiere del bianco | c5 pedone del nero · e5 re del bianco · b4 cavallo del bianco · c4 pedone del bianco · d2 re del nero · a1 cavallo del nero · d1 alfiere del bianco | 8 |
| 7 | c5 pedone del nero · e5 re del bianco · b4 cavallo del bianco · c4 pedone del bianco · d2 re del nero · a1 cavallo del nero · d1 alfiere del bianco | c5 pedone del nero · e5 re del bianco · b4 cavallo del bianco · c4 pedone del bianco · d2 re del nero · a1 cavallo del nero · d1 alfiere del bianco | c5 pedone del nero · e5 re del bianco · b4 cavallo del bianco · c4 pedone del bianco · d2 re del nero · a1 cavallo del nero · d1 alfiere del bianco | c5 pedone del nero · e5 re del bianco · b4 cavallo del bianco · c4 pedone del bianco · d2 re del nero · a1 cavallo del nero · d1 alfiere del bianco | c5 pedone del nero · e5 re del bianco · b4 cavallo del bianco · c4 pedone del bianco · d2 re del nero · a1 cavallo del nero · d1 alfiere del bianco | c5 pedone del nero · e5 re del bianco · b4 cavallo del bianco · c4 pedone del bianco · d2 re del nero · a1 cavallo del nero · d1 alfiere del bianco | c5 pedone del nero · e5 re del bianco · b4 cavallo del bianco · c4 pedone del bianco · d2 re del nero · a1 cavallo del nero · d1 alfiere del bianco | c5 pedone del nero · e5 re del bianco · b4 cavallo del bianco · c4 pedone del bianco · d2 re del nero · a1 cavallo del nero · d1 alfiere del bianco | 7 |
| 6 | c5 pedone del nero · e5 re del bianco · b4 cavallo del bianco · c4 pedone del bianco · d2 re del nero · a1 cavallo del nero · d1 alfiere del bianco | c5 pedone del nero · e5 re del bianco · b4 cavallo del bianco · c4 pedone del bianco · d2 re del nero · a1 cavallo del nero · d1 alfiere del bianco | c5 pedone del nero · e5 re del bianco · b4 cavallo del bianco · c4 pedone del bianco · d2 re del nero · a1 cavallo del nero · d1 alfiere del bianco | c5 pedone del nero · e5 re del bianco · b4 cavallo del bianco · c4 pedone del bianco · d2 re del nero · a1 cavallo del nero · d1 alfiere del bianco | c5 pedone del nero · e5 re del bianco · b4 cavallo del bianco · c4 pedone del bianco · d2 re del nero · a1 cavallo del nero · d1 alfiere del bianco | c5 pedone del nero · e5 re del bianco · b4 cavallo del bianco · c4 pedone del bianco · d2 re del nero · a1 cavallo del nero · d1 alfiere del bianco | c5 pedone del nero · e5 re del bianco · b4 cavallo del bianco · c4 pedone del bianco · d2 re del nero · a1 cavallo del nero · d1 alfiere del bianco | c5 pedone del nero · e5 re del bianco · b4 cavallo del bianco · c4 pedone del bianco · d2 re del nero · a1 cavallo del nero · d1 alfiere del bianco | 6 |
| 5 | c5 pedone del nero · e5 re del bianco · b4 cavallo del bianco · c4 pedone del bianco · d2 re del nero · a1 cavallo del nero · d1 alfiere del bianco | c5 pedone del nero · e5 re del bianco · b4 cavallo del bianco · c4 pedone del bianco · d2 re del nero · a1 cavallo del nero · d1 alfiere del bianco | c5 pedone del nero · e5 re del bianco · b4 cavallo del bianco · c4 pedone del bianco · d2 re del nero · a1 cavallo del nero · d1 alfiere del bianco | c5 pedone del nero · e5 re del bianco · b4 cavallo del bianco · c4 pedone del bianco · d2 re del nero · a1 cavallo del nero · d1 alfiere del bianco | c5 pedone del nero · e5 re del bianco · b4 cavallo del bianco · c4 pedone del bianco · d2 re del nero · a1 cavallo del nero · d1 alfiere del bianco | c5 pedone del nero · e5 re del bianco · b4 cavallo del bianco · c4 pedone del bianco · d2 re del nero · a1 cavallo del nero · d1 alfiere del bianco | c5 pedone del nero · e5 re del bianco · b4 cavallo del bianco · c4 pedone del bianco · d2 re del nero · a1 cavallo del nero · d1 alfiere del bianco | c5 pedone del nero · e5 re del bianco · b4 cavallo del bianco · c4 pedone del bianco · d2 re del nero · a1 cavallo del nero · d1 alfiere del bianco | 5 |
| 4 | c5 pedone del nero · e5 re del bianco · b4 cavallo del bianco · c4 pedone del bianco · d2 re del nero · a1 cavallo del nero · d1 alfiere del bianco | c5 pedone del nero · e5 re del bianco · b4 cavallo del bianco · c4 pedone del bianco · d2 re del nero · a1 cavallo del nero · d1 alfiere del bianco | c5 pedone del nero · e5 re del bianco · b4 cavallo del bianco · c4 pedone del bianco · d2 re del nero · a1 cavallo del nero · d1 alfiere del bianco | c5 pedone del nero · e5 re del bianco · b4 cavallo del bianco · c4 pedone del bianco · d2 re del nero · a1 cavallo del nero · d1 alfiere del bianco | c5 pedone del nero · e5 re del bianco · b4 cavallo del bianco · c4 pedone del bianco · d2 re del nero · a1 cavallo del nero · d1 alfiere del bianco | c5 pedone del nero · e5 re del bianco · b4 cavallo del bianco · c4 pedone del bianco · d2 re del nero · a1 cavallo del nero · d1 alfiere del bianco | c5 pedone del nero · e5 re del bianco · b4 cavallo del bianco · c4 pedone del bianco · d2 re del nero · a1 cavallo del nero · d1 alfiere del bianco | c5 pedone del nero · e5 re del bianco · b4 cavallo del bianco · c4 pedone del bianco · d2 re del nero · a1 cavallo del nero · d1 alfiere del bianco | 4 |
| 3 | c5 pedone del nero · e5 re del bianco · b4 cavallo del bianco · c4 pedone del bianco · d2 re del nero · a1 cavallo del nero · d1 alfiere del bianco | c5 pedone del nero · e5 re del bianco · b4 cavallo del bianco · c4 pedone del bianco · d2 re del nero · a1 cavallo del nero · d1 alfiere del bianco | c5 pedone del nero · e5 re del bianco · b4 cavallo del bianco · c4 pedone del bianco · d2 re del nero · a1 cavallo del nero · d1 alfiere del bianco | c5 pedone del nero · e5 re del bianco · b4 cavallo del bianco · c4 pedone del bianco · d2 re del nero · a1 cavallo del nero · d1 alfiere del bianco | c5 pedone del nero · e5 re del bianco · b4 cavallo del bianco · c4 pedone del bianco · d2 re del nero · a1 cavallo del nero · d1 alfiere del bianco | c5 pedone del nero · e5 re del bianco · b4 cavallo del bianco · c4 pedone del bianco · d2 re del nero · a1 cavallo del nero · d1 alfiere del bianco | c5 pedone del nero · e5 re del bianco · b4 cavallo del bianco · c4 pedone del bianco · d2 re del nero · a1 cavallo del nero · d1 alfiere del bianco | c5 pedone del nero · e5 re del bianco · b4 cavallo del bianco · c4 pedone del bianco · d2 re del nero · a1 cavallo del nero · d1 alfiere del bianco | 3 |
| 2 | c5 pedone del nero · e5 re del bianco · b4 cavallo del bianco · c4 pedone del bianco · d2 re del nero · a1 cavallo del nero · d1 alfiere del bianco | c5 pedone del nero · e5 re del bianco · b4 cavallo del bianco · c4 pedone del bianco · d2 re del nero · a1 cavallo del nero · d1 alfiere del bianco | c5 pedone del nero · e5 re del bianco · b4 cavallo del bianco · c4 pedone del bianco · d2 re del nero · a1 cavallo del nero · d1 alfiere del bianco | c5 pedone del nero · e5 re del bianco · b4 cavallo del bianco · c4 pedone del bianco · d2 re del nero · a1 cavallo del nero · d1 alfiere del bianco | c5 pedone del nero · e5 re del bianco · b4 cavallo del bianco · c4 pedone del bianco · d2 re del nero · a1 cavallo del nero · d1 alfiere del bianco | c5 pedone del nero · e5 re del bianco · b4 cavallo del bianco · c4 pedone del bianco · d2 re del nero · a1 cavallo del nero · d1 alfiere del bianco | c5 pedone del nero · e5 re del bianco · b4 cavallo del bianco · c4 pedone del bianco · d2 re del nero · a1 cavallo del nero · d1 alfiere del bianco | c5 pedone del nero · e5 re del bianco · b4 cavallo del bianco · c4 pedone del bianco · d2 re del nero · a1 cavallo del nero · d1 alfiere del bianco | 2 |
| 1 | c5 pedone del nero · e5 re del bianco · b4 cavallo del bianco · c4 pedone del bianco · d2 re del nero · a1 cavallo del nero · d1 alfiere del bianco | c5 pedone del nero · e5 re del bianco · b4 cavallo del bianco · c4 pedone del bianco · d2 re del nero · a1 cavallo del nero · d1 alfiere del bianco | c5 pedone del nero · e5 re del bianco · b4 cavallo del bianco · c4 pedone del bianco · d2 re del nero · a1 cavallo del nero · d1 alfiere del bianco | c5 pedone del nero · e5 re del bianco · b4 cavallo del bianco · c4 pedone del bianco · d2 re del nero · a1 cavallo del nero · d1 alfiere del bianco | c5 pedone del nero · e5 re del bianco · b4 cavallo del bianco · c4 pedone del bianco · d2 re del nero · a1 cavallo del nero · d1 alfiere del bianco | c5 pedone del nero · e5 re del bianco · b4 cavallo del bianco · c4 pedone del bianco · d2 re del nero · a1 cavallo del nero · d1 alfiere del bianco | c5 pedone del nero · e5 re del bianco · b4 cavallo del bianco · c4 pedone del bianco · d2 re del nero · a1 cavallo del nero · d1 alfiere del bianco | c5 pedone del nero · e5 re del bianco · b4 cavallo del bianco · c4 pedone del bianco · d2 re del nero · a1 cavallo del nero · d1 alfiere del bianco | 1 |
|   | a | b | c | d | e | f | g | h |   |

Soluzione:
1. Cc2 !  (1.Aa4? cxb4 2.c5 b3 3.Axb3 Cxb3 4.c6 Ca5 5.c7 Cc6+ 6.Rd7 Ca7=)

1...Cb3  (1...Cxc2 2.Axc2 Rxc2 3.Rd5 +–)

2. Ca1 !!  (2.Ce3? Ca5! 3.Re4 Cxc4=)

2...Cxa1  (2...Ca5? 3.Cb3+ =)

3. Aa4 Rc3 4.Rd5 Rd4 5.Ad1! zugzwang